# Подгорје (област)
Подгорје (лат. Podgoria или Submontana) је историографски назив за српску средњовековну област која се, према Летопису попа Дукљанина (Барски родослов), простирала у непосредном залеђу Дукље, Травуније и Захумља, пружајужи се од жупе Мораче на југоистоку до жупе Раме на северозападу, чиме је заузмала специфичан положај између српских приморских и загорских области.
Главни извор за историју ове области је Летопис попа Дукљанина, књижевно-историјско дјело на латинском језику, које је настало у граду Бару (у другој половини 12. вијека или касније током 13. вијека), а први пут је објављено 1601. године, на италијанском језику.
У овом истприографском спису, који је често непоуздан по питању конкретних догађаја, али се сматра претежно веродостојним по питању историјске географије, име области Подгорја први пут се помиње у вези са догађајима из раног средњег вијека, послије византијског освајања Рашке око 971–972. године. Ово латинско име област је добила због свог географског положаја, посматраног из Приморја. По казивању из Летописа, Подгорјем су управљали: Предимир, па његов најмлађи син Свевлад, а непосредно након побуне Самулиове, облашћу је владао Хвалимир, а затим његов син Мирослав.

## Жупе Подгорја
Барски родослов Подгорје (лат. Submontana) дијели на двије уже области, са укупно једанаест жупа. Источне жупе (налазиле су се у предјелима данашње Црне Горе) набројане су као:
- Оногошт (лат. Onogoste) означена за најважнију жупу у Подгорју,
- Морача
- Комерница (лат. Comerniza)
- Пива

Западне жупе Подгорја, по Барском родослову, биле су:
- Гатачко поље
- Невесињско поље
- Вишева
- Ком
- Дебар (лат. Debreca)
- Рама

## Границе области
У глави XXX четврти дио Тетрархије (Барски родослов) Подгорје иде од великог Неретвиног лука и ријеке Раме, источно у правцу пружања Динарског система, до ријеке Мораче. Област је такође и зона између Трансмонтане (лат. Transmontana) и Маритиме (лат. Maritima). Према представама писца наведеног родослова, а у вези са организацијом државе (које је он изразио у одлукама тзв. Сабора на Дувањском пољу) Србија (лат. Surbia) се назива Трансмонтана („Surbiam autem, quae et Transmontana dicitur“) која се дијели на Рашку и Босну , са границом на Дрини. „Maritima“ или „maritima regiones“ представљала је регион Приморја (Хум , Травунија и Дукља).

## Однос Дукље и Подгорја
Успоном Дукље у раном средњем вијеку, област Подгорја са својим жупама, свакако улази у њен састав: Барски родослов наводи уједињење Подгорја и Дукље у вријеме Петрислава. Међутим, након поновног учвршћивања власти Византије на тим просторима (1018. године) ослабили су односи Подгорја и Дукље . О области Подгорја за дуго нема помена. Не помиње се ни по ослобођењу од Ромеја, након Барске битке (1042) и ширења Дукље кнеза Војислава (између осталог и на жупе које су у ранија времена навођене као подгорске). Ни послије смрти кнеза Војислава, приликом подјеле земље, не помиње се ова област, као ни у опису догађаја у држави Дукљи под краљевима Михајлом и Бодином. Тек у догађајима (опет по Барском родослову) из тридесетих година XII вијека, поново се помиње област, приликом описа освајања Оногошта „и других жупанија у области Подгорја“ од стране Драгила, сина кнеза Бранислава. Даљих вијести о Подгорју (у оквиру државе Дукље) нема и његово име нестаје.
Осим наведеног, о односу Дукље и области Подгорја, има врло мало других историјских података, тако да самосталност Подгорја као старе насељене српске области на Балкану, у каснијим периодима није потврђена.

## Извори и литература
Извори
- Живковић, Тибор (2009). Gesta Regum Sclavorum. 2. Београд-Никшић: Историјски институт, Манастир Острог.
- Кунчер, Драгана (2009). Gesta Regum Sclavorum. 1. Београд-Никшић: Историјски институт, Манастир Острог.
- Мијушковић, Славко, ур. (1988) [1967]. Љетопис попа Дукљанина (2. изд.). Београд: Просвета & Српска књижевна задруга.
- Mošin, Vladimir, ур. (1950). Ljetopis popa Dukljanina. Zagreb: Matica hrvatska.
- Шишић, Фердо, ур. (1928). Летопис Попа Дукљанина. Београд-Загреб: Српска краљевска академија.

Литература
- Благојевић, Милош; Медаковић, Дејан (2000). Историја српске државности. 1. Нови Сад: Огранак САНУ.
- Живковић, Тибор (2000). Словени и Ромеји: Славизација на простору Србије од VII до XI века (PDF). Београд: Историјски институт САНУ.
- Живковић, Тибор (2002). Јужни Словени под византијском влашћу (600—1025). Београд: Историјски институт САНУ, Службени гласник.
- Живковић, Тибор (2004). Црквена организација у српским земљама: Рани средњи век. Београд: Историјски институт; Службени гласник.
- Живковић, Тибор (2006). Портрети српских владара (IX-XII век). Београд: Завод за уџбенике и наставна средства.
- Živković, Tibor (2008). Forging unity: The South Slavs between East and West 550-1150. Belgrade: The Institute of History.
- Ковачевић, Јован (1967). „Од доласка Словена до краја XII вијека”. Историја Црне Горе (PDF). 1. Титоград: Редакција за историју Црне Горе. стр. 279—444.
- Мишић, Синиша (2014). Историјска географија српских земаља од 6. до половине 16. века. Београд: Магелан Прес.
- Orbini, Mauro (1601). Il Regno de gli Slavi hoggi corrottamente detti Schiavoni. Pesaro: Apresso Girolamo Concordia.
- Орбин, Мавро (1968). Краљевство Словена. Београд: Српска књижевна задруга.
- Ћирковић, Сима (1998). „Насељени градови Константина Порфирогенита и најстарија територијална организација”. Зборник радова Византолошког института. 37: 9—32.
- Ћирковић, Сима; Михаљчић, Раде, ур. (1999). Лексикон српског средњег века. Београд: Knowledge.